# 鴨亞科
鴨亞科（學名：Anatinae）是雁形目鴨科下的一個亞科，其下的物種通常被稱為鑽水鴨（英語：dabbling ducks, dipping ducks），別稱塘鴨。在水面浮游時倒豎（英語：upending, tipping up）身體將上半身潛入水面以下覓食，亦會伸長脖子將喙保持在水面附近以與水面大約平行的角度搜尋覓食（英語：surface feeding）。鴨亞科還包含已滅絕的Moa-nalo，是和淺層水鴨演化關係接近的另一支序。

## 分类
鴨亞科的系統分類地位與其下應包含哪些物種仍有爭議。這裡顯示的分類是只有包括淺層水鴨與已滅絕的Moa-nalo，另一派的觀點則認為鴨亞科應包括大部分的鴨，淺層水鴨則被進一步歸為此亞科下的鴨族。這種爭議反映了鴨科主要之序間關係的爭議。

### 水鴨
水鴨，或作野鴨、鑽水鴨、潛水鴨等，常用來指各地未被馴化的鴨亞科物種。視乎各地的主流鴨亞科物種，“水鴨”可能會用來指代不同物種，例如亞洲的绿头鸭或北美洲的疣鼻棲鴨。在部分唐人聚居的城鎮，唐人商店或超市在販賣時需要特別標明售賣的是“中國水鴨”還是“加拿大水鴨”。甚或比如在香港，根據當地負責監管農產品販賣的漁農自然護理署的網站的資料，當地所售賣的“水鴨”可能是指下列四個物種的其中一種：
- 琵嘴鴨、
- 白眉鴨、
- 紅頭潛鴨、
- 鳳頭潛鴨。

基於傳統華人食療認為“水鴨滋補”，“肉味濃濃、脂肪少”，“比飼養的營養豐富、無藥物及增肉劑污染”，所以“是入秋進補佳品”。 野生水鴨更，所以華人都樂於為病人烹調水鴨料理。但由於捕獵方式的不同，歐美地區的水鴨經常都會標明鴨體內可能仍然藏有未被取走的子彈殼或彈沙。

## 外部連結
- 维基共享资源上的相關多媒體資源：鴨亞科